# Ligue italienne des droits de l'homme
La Ligue italienne des droits de l’homme (en italien : Lega italiana dei Diritti dell'Uomo) ou L.I.D.U.,  est une organisation politique regroupant des Italiens exilés en France dans l'entre-deux-guerres.  Ce mouvement se distincte dans la conception de son rôle et dans son positionnement des Ligues de droits de l’Homme existant dans un certain nombre de pays.  C’est un mouvement engagé politiquement dans la lutte antifascisme. C’est un mouvement italien qui n’est pas installé en Italie mais en France, regroupant des exilés italiens en ce pays d’accueil, et qui  assoit  sa légitimité sur ses capacités d'intervention auprès des autorités françaises, à travers la Ligue française des droits de l’homme. Depuis 2016, son Président est l'activiste italien pour les droits de l'homme Antonio Stango.

## Historique
Ce mouvement est créé à Paris en 1922. 
Le premier président de cette Ligue est une présidente, Ernesta Cassola, mazzinienne féministe, épouse de Luigi Campolonghi, son époux et Ferdinando Bosso, prendront par la suite la présidence durant l'entre deux-guerres, journaliste et écrivain italien réfugié en France dès 1898. La ligue italienne n’est pas présente au congrès de mai 1922, constitutif de la Ligue internationale des droits de l'homme. Elle apparaît au congrès de la Ligue internationale l’année suivante, en 1923, à côté de 13 autres ligues. En 1927, cette Ligue italienne propose aux partis italiens contraints à l’exil en France de créer la Concentration antifasciste, elle aura pour objectif le regroupement et l'action politique contre le fascisme.
À son apogée en 1931, la LIDU n’a que 3 000 membres, mais elle est encore la plus importante association d’émigrés italiens en France.

## Points de convergence et de divergence avec la Ligue française des droits de l’homme
La Ligue italienne des droits de l’homme lutte, avec l’aide de la Ligue française, pour le droit d’asile politique, contre les expulsions, contre certaines administrations locales réticentes ou hostiles à l'installation d'émigrés, et fournit une aide matérielle aux exilés.
Dans les années 1920, la crise économique mondiale rend la situation tendue, avec une tendance de la société française à se fermer aux nouveaux arrivants, et aux organisations d'accueil à limiter cet accueil aux exilés politiques, les distinguant dans la mesure du possible des arrivants ayant opté pour l’émigration pour des raisons économiques.
En 1927, à la suite des différents événements et afin de coordonner les différents mouvements anti-fasciste, sous l'impulsion de Luigi Campolonghi et du trésorier et futur directeur de la LIDU Ferdinando Bosso, la concentration anti-fasciste était créée.
En octobre 1929, Filippo Turati, Alceste De Ambris, Emilio Lussu et Luigi Campolonghi peuvent intervenir à la tribune de l'assemblée générale de la Ligue française des droits de l'homme. Le président de la Ligue française, Victor Basch, conclut à la suite de leurs interventions : « L'amitié franco-italienne n'est possible qu'avec une Italie libre, non celle de Mussolini ».
Dans le milieu des années 1930,  un retour aux principes humanistes des Ligues et la participation commune à la mobilisation antifasciste facilitent une convergence entre la Ligue italienne des droits de l’homme et la Ligue française des droits de l’homme.  La Ligue française des droits de l’homme, soucieuse de l'équité et des droits de l'étranger, mais limitée dans ses possibilités, et amenée parfois à choisir qui protéger entre les exilés et les ressortissants autochtones en difficulté, apporte un soutien, face au gouvernement et parfois face à ses propres militants.